# 苞芽粉报春
苞芽粉报春（学名：Primula gemmifera）为报春花科报春花属下的一个种。

## 扩展阅读
- 維基物種上的相關：苞芽粉报春